# Друзі на все життя (фільм, 1955)
«Друзі на все життя» (італ. Amici per la pelle) — італійський чорно-білий драматичний фільм 1955 року режисера Франко Россі.

## Сюжет
Маріо (Деронімо Меньє) — чотирнадцятирічний син художника, власника керамічної майстерні, у школі знайомиться з новим учнем Франко (Андреа Скіре), батько якого є послом. Спочатку Маріо вороже ставиться до новачка, але вони швидко стають нерозлучними друзями. Франко виявився вихованим і розумним хлопчиком і швидко завоював симпатію в однокласників і вчителів. Та незабаром дружба Маріо з Франко піддається випробуванню, коли один із них перемагає в спортивному змаганні.

## Ролі виконують
- Джеронімо Меньє[it] — Маріо
- Андреа Скіре — Франко
- Віра Кармі[it] — мама Маріо
- Луїджі Тозі[it] — тато Маріо
- Карло Тамберлані[it] — тато Франко

## Навколо фільму
- Було знято дві версії фільму — одна для європейського ринку, друга для американського, однак в останній не було щасливого кінця.

## Нагороди
- 1955 Нагорода 16 Венеційського кінофестивалю:
  - нпгорода Міжнародної католицької організації кіно та аудіовізуальних засобів[1]
- 1956 Премія «Срібна стрічка» Італійського національного синдикату кіножурналістів:
  - найкращому продюсеру[it] — Франко Россі